# Музей почты (Львов)

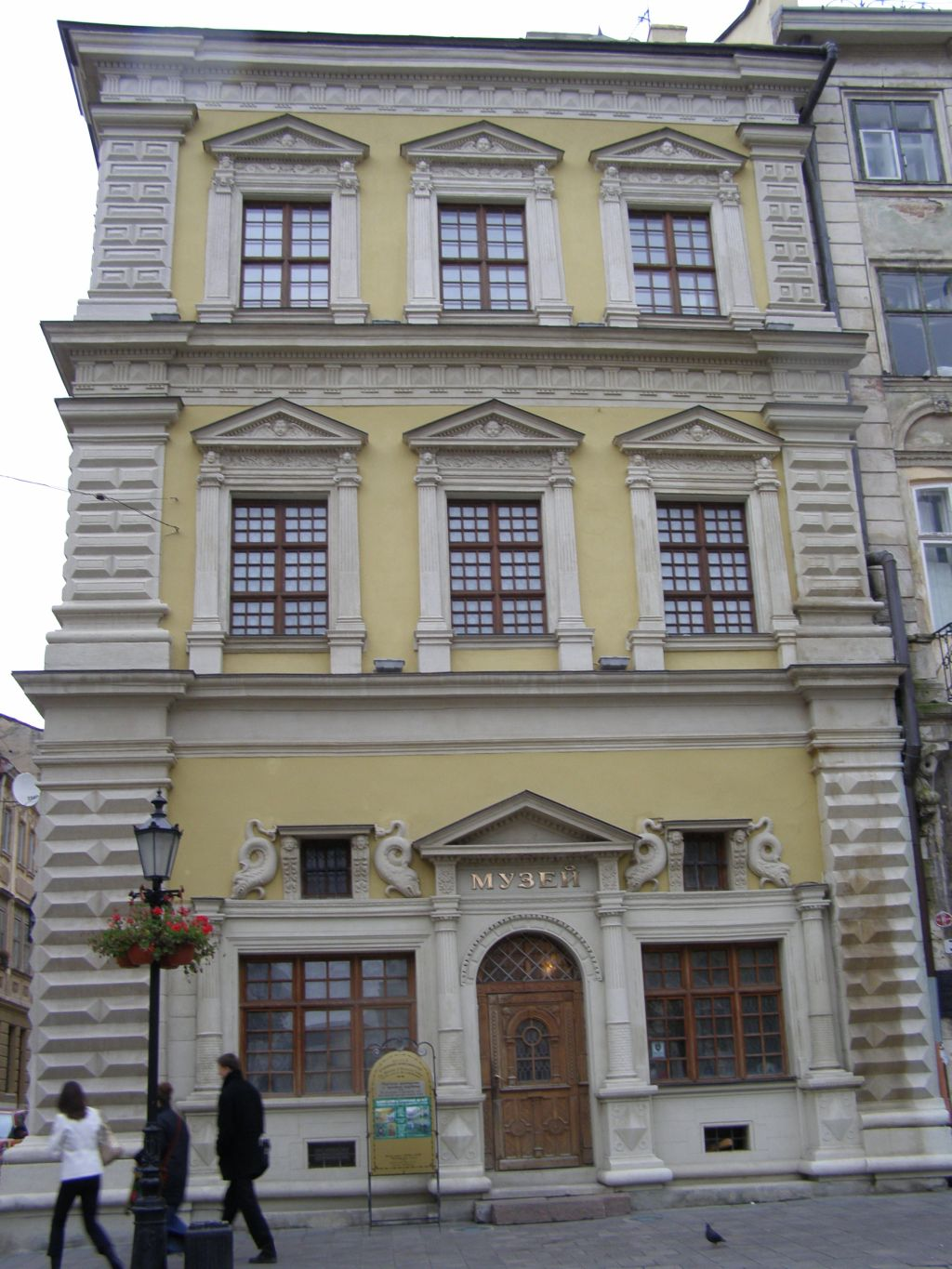
Музей почты в палаццо Бандинелли

Музей почты (Львов) — филиал Львовского Исторического музея, первым музей подобного типа на Украине.
Открыт в конце 2008 г. к 10-летию внесения центральной части г. Львова в список памятников мирового наследия ЮНЕСКО.
Львовский музей почты создан в бывшем помещении старейшей в Восточной Европе почты — бывшем дворце Р. Бандинелли на центральной площади Рынок, 2.
В трёх залах разместилась экспозиция, которая знакомит посетителей с историей почты прошлых веков. Выставленные редкие оригинальные экспонаты охватывают период с начала XVII в. до начала XX в. — времен правления польских и австро-венгерских монархов на землях Западной Украины.
Первый этаж Палаццо Бандинелли отведен под музей почты.
Особое внимание посетителей привлекают старинные почтовые сумки, оружие, которым в случае необходимости пользовались почтальоны, старинные дорожные сундуки, первые художественные открытки, мундир почтальона первой половины XIX в. и т. д.
Все музейные экспонаты — уникальны и отображают историю развития почтового дела.
На втором — продолжение экспозиции королевских залов Львовского Исторического музея. Здесь представлена коллекция европейского художественного серебра (XVI — начало XX в.), мебель, гданьские скамья и шкаф (XVII в.), фламандский гобелен (XVII в.), другие уникальные предметы.
Третий этаж отведен под графику «Образ женщины в искусстве», портретную живопись, подборку старых документальных фотографий г. Львова.
Имеется в музее и галерея портретов польских королей, в периоды правления которых были введены новации для развития почтовой связи.